# Canton de Marseille-6
Le canton de Marseille-6 est une circonscription électorale française du département des Bouches-du-Rhône créée par le décret du 27 février 2014 et entrée en vigueur lors des élections départementales de 2015.

## Histoire
Un nouveau découpage territorial des Bouches-du-Rhône entre en vigueur à l'occasion des élections départementales de mars 2015, défini par le décret du 27 février 2014, en application des lois du 17 mai 2013 (loi organique 2013-402 et loi 2013-403). Les conseillers départementaux sont, à compter de ces élections, élus au scrutin majoritaire binominal mixte. Les électeurs de chaque canton élisent au Conseil départemental, nouvelle appellation du Conseil général, deux membres de sexe différent, qui se présentent en binôme de candidats. Les conseillers départementaux sont élus pour 6 ans au scrutin binominal majoritaire à deux tours, l'accès au second tour nécessitant 10 % des inscrits au 1er tour. En outre la totalité des conseillers départementaux est renouvelée. Ce nouveau mode de scrutin nécessite un redécoupage des cantons dont le nombre est divisé par deux avec arrondi à l'unité impaire supérieure si ce nombre n'est pas entier impair, assorti de conditions de seuils minimaux. Dans les Bouches-du-Rhône, le nombre de cantons passe ainsi de 57 à 29.
Le canton est entièrement inclus dans l'arrondissement de Marseille. Le bureau centralisateur est situé à Marseille.

## Représentation
| Période élective | Période élective | Mandat | Mandat   | Identité            | Nuance | Nuance | Qualité |
| ---------------- | ---------------- | ------ | -------- | ------------------- | ------ | ------ | --- |
| 2015             | 2021             | 2015   | 2021     | Christophe Masse    |        | DVG    | Conseiller municipal de Marseille (2008 → 2020) Ancien député des Bouches-du-Rhône (2002 → 2007) Ancien conseiller général du canton de Marseille-Les Olives (2011 → 2015) Ancien conseiller général du canton de Marseille-Les Trois Lucs (2004 → 2008) Ancien conseiller général du canton de Marseille-Montolivet (1998 → 2004) |
| 2015             | 2021             | 2015   | 2021     | Geneviève Tranchida |        | PS     | Fonctionnaire retraitée, Marseille |
| 2021             | 2028             | 2021   | en cours | Sandrine D'Angio    |        | REC    | Conseillère municipale de Marseille Conseillère régionale de Provence-Alpes-Côte-d'Azur (depuis 2015) |
| 2021             | 2028             | 2021   | en cours | Cédric Dudieuzère   |        | RN     | Conseiller municipal de Marseille |

### Résultats détaillés

#### Élections de mars 2015
À l'issue du 1er tour des élections départementales de 2015, deux binômes sont en ballottage : Cédric Dudieuzère et Marie Mustachia (FN, 40,16 %) et Christophe Masse et Geneviève Tranchida (PS, 27,22 %). Le taux de participation est de 47,49 % (19 495 votants sur 41 049 inscrits) contre 48,55 % au niveau départemental et 50,17 % au niveau national.
Au second tour, Christophe Masse et Geneviève Tranchida (PS) sont élus avec 50,25 % des suffrages exprimés et un taux de participation de 51,03 % (9 767 voix pour 20 942 votants et 41 039 inscrits).

#### Élections de juin 2021
Le premier tour des élections départementales de 2021 est marqué par un très faible taux de participation (33,26 % au niveau national). Dans le canton de Marseille-6, ce taux de participation est de 26,98 % (11 738 votants sur 43 514 inscrits) contre 32,44 % au niveau départemental. À l'issue de ce premier tour, deux binômes sont en ballottage : Sandrine D'Angio et Cédric Dudieuzere (RN, 43,65 %) et Hassen Hammou et Murielle Jardon (Union à gauche avec des écologistes, 19,75 %).
Le second tour des élections est marqué une nouvelle fois par une abstention massive équivalente au premier tour. Les taux de participation sont de 34,3 % au niveau national, 35,52 % dans le département et 31,47 % dans le canton de Marseille-6. Sandrine D'Angio et Cédric Dudieuzere (RN) sont élus avec 53,86 % des suffrages exprimés (6 881 voix pour 13 700 votants et 43 532 inscrits),,.

## Composition
| Nom                               | Code Insee | Intercommunalité                   | Superficie (km2) | Population (dernière pop. légale)                 | Densité (hab./km2) | Modifier                                    |
| --------------------------------- | ---------- | ---------------------------------- | ---------------- | ------------------------------------------------- | ------------------ | ------------------------------------------- |
| Marseille (bureau centralisateur) | 13055      | Métropole d'Aix-Marseille-Provence | 240,62           | Fraction : 74 027 (2022) Commune : 877 215 (2022) | 3 646              | modifier les données · modifier les données |
| Canton de Marseille-6             | 1317       |                                    |                  | 74 027 (2022)                                     |                    | modifier les données                        |

Le canton de Marseille-6 comprend la partie de la commune de Marseille située à l'est et au nord d'une ligne définie par l'axe des voies et limites suivantes : depuis la limite territoriale de la commune de Septèmes-les-Vallons, limite territoriale des 13e et 14e arrondissements, chemin du Merlan-à-la-Rose, boulevard Laveran, rue de Marathon, boulevard Bouge-Malpassé, rue Alphonse-Daudet, boulevard de la Coopération, boulevard Raphaël, boulevard Gautier, boulevard Nardy, traverse des Cyprès, rue Alphonse-Daudet, ligne droite perpendiculaire au cours du Jarret et passant par l'extrémité du boulevard Michel, cours du Jarret, boulevard Gemy (inclus), boulevard Gueidon, impasse de la Fougasse (incluse), limite territoriale du 13e arrondissement, jusqu'à la limite territoriale de la commune d'Allauch.

## Démographie
En 2022, le canton comptait 74 027 habitants, en évolution de +2,76 % par rapport à 2016 (Bouches-du-Rhône : +2,48 %, France hors Mayotte : +2,11 %).
| 2013   | 2018   | 2022   |
| ------ | ------ | ------ |
| 71 023 | 72 408 | 74 027 |